# 33614 Meganploch
33614 Meganploch este o planetă minoră (asteroid) din centura de asteroizi. A fost descoperită pe 10 mai 1999 la Experimental Test Site⁠(d) de Lincoln Near-Earth Asteroid Research. 
Obiectul prezintă o orbită caracterizată de o semiaxă mare de 2,732619 UAi, o excentricitate de 0,05, o înclinație de 5,92234 ° în raport cu ecliptica.